# Little Man
Little Man, estilizado como LiTTLE MAN (Brasil: O Pequenino / Portugal: Minorca) é um filme de comédia americano de 2006, produzido e dirigido por Keenen Ivory Wayans, além de escrito e estrelado por Marlon Wayans e Shawn Wayans. O filme é co-estrelado por Kerry Washington, John Witherspoon, Chazz Palminteri, Lochlyn Munro e Tracy Morgan.
O filme foi lançado nos Estados Unidos em 13 de julho de 2006; apesar de ter sido um sucesso comercial, Little Man filme foi mal recebido pela crítica, tendo inclusive ganhado três Framboesas de Ouro.

## Enredo
Em Chicago, Calvin "Babyface" Simms, um ladrão de joias condenado e anão, é liberado da prisão e planeja seu último assalto antes da aposentadoria. Com a ajuda do amigo Percy, um aspirante à rapper, eles roubam um valioso diamante para o mafioso sr. Walken. Durante a fuga, Calvin esconde o diamante na bolsa de uma mulher, Vanessa Edwards. Depois de despistarem a polícia, Calvin e Percy seguem a mulher até sua casa, onde descobrem que ela e o marido, Darryl, desejam adotar um filho.
Calvin, fingindo ser um bebê abandonado, é adotado temporariamente pelo casal, mas o pai de Vanessa, Francis "Pops", desconfia dele. A situação se complica quando o diamante é encontrado nas fraldas de Calvin. Após uma briga com Pops, que descobre a verdadeira identidade de Calvin, Darryl e Vanessa decidem interná-lo em um asilo. Pops, porém, revela a existência de uma babá eletrônica disfarçada de pelúcia, e Darryl descobre que Calvin é um anão criminoso.
Walken e seus capangas localizam a casa e confundem Darryl com Calvin, exigindo o diamante. Em uma série de eventos cômicos, Calvin consegue salvar Darryl e os criminosos são presos. Darryl devolve o diamante à polícia e recebe uma recompensa, mas decide não entregá-lo, agradecendo a Calvin por salvar sua vida.
Antes de ir embora, Calvin admite que Darryl seria um ótimo pai. Sozinho e emocionado, ele é convidado por Darryl para ficar, e os dois se tornam grandes amigos. Na cena final, Calvin e Pops são vistos brincando com o verdadeiro bebê de Darryl e Vanessa, que se parece exatamente com Darryl.

## Elenco
- Marlon Wayans como Calvin "Babyface" Simms
  - O ator mirim Linden Porco e o anão Gabriel Pimentel emprestaram apenas os seus corpos para o personagem Calvin. Porco foi responsável por realizar a maioria das cenas enquanto Pimentel gravou apenas as sequências onde Calvin apareceu seminu. A cabeça do ator Marlon Wayans foi filmada num estúdio à parte com chroma key e foi sobreposta digitalmente acima dos corpos de Linden e Gabriel.
- Shawn Wayans como Darryl Edwards
- Kerry Washington como Vanessa Edwards
- John Witherspoon como Francis "Pops"
- Tracy Morgan como Percy "P Unit" Pryor
- Lochlyn Munro como Greg Ault
- Chazz Palminteri como sr. Walken
- Dave Sheridan como Rosco Key
- Brittany Daniel como Brittany Ault
- Fred Stoller como Richard Sellens
- Alex Borstein como Janet Sellens
- David Alan Grier como Jimmy Murphy
- John DeSantis como Bruno
- Molly Shannon como motorista louca
- Kelly Coffield Park como funcionária da joalheria
- Damien Dante Wayans como oficial Wilson
- Gary Owen como oficial Jankowski
- Rob Schneider como o homem fantasiado de "D-Rex" na festa de Calvin (não creditado)
- Reece Knight como Nicholas
- Chloe Matthews como Chrissy
- Matthew Ast como Tommy

## Produção
O tema principal do filme foi baseado no curta de desenho animado do Pernalonga chamado Baby Buggy Bunny (1954), no qual Pernalonga passa a cuidar de um bebê enjeitado sem saber que ele é na verdade um ladrão de banco anão e foragido.
Little Man foi originalmente destinado a ser uma sequência do filme de 2004 White Chicks, também dos irmãos Wayans. As filmagens tiveram início em Vancouver em 17 de outubro de 2005 e terminaram em 21 de janeiro de 2006.
As cenas com Calvin Sims foram filmadas duas vezes. Na primeira etapa foram empregados dois atores anões verídicos: Linden Porco, um ator anão mirim com então nove anos de idade e 75cm de altura que rodou a maioria das cenas, e Gabriel Pimentel, que fez as cenas onde Calvin aparecia apenas de fraldas; depois disso, foram realizadas sequências somente com Marlon Wayans onde apenas sua cabeça foi filmada sob a técnica de chroma key utilizando um fundo verde e roupas verdes. Na pós-produção, as cabeças de Porco e Pimentel nas imagens foram substituídas pela de Marlon. O corpo de Pimentel foi pintado de marrom a fim de coincidir com o rosto de Marlon. A mesma técnica foi utilizada na cena final onde o rosto de Shawn Wayans aparece no bebê de Darryl e Vanessa.

## Trilha sonora
- "My House" por Lloyd Banks e 50 Cent
- "Ridin'" de Chamillionaire e Krayzie Bone
- "The Message" de Echo & the Bunnymen
- "Movin' on Up" de Jeff Berry e Ja'net Dubois
- "Celebration" por Robert Kool Bell
- "Home Sweet Home/Bittersweet Symphony" de Limp Bizkit
- "Lifetime" por Muddy Waters
- "In This Moment" por Ill Niño
- "Purple Haze" de Maxwell
- "Buddy (D-Rex Theme Song)" por Dwayne Wayans e Eric Willis
- "Best Friend" de Harry Nilsson
- "Pump It" de The Black Eyed Peas
- "Happy Birthday to You" de Mildred J. Hill e Patty S. Hill
- "Praise You" de Fatboy Slim
- "Candy Shop" (instrumental) by 50 Cent e Olivia

## Recepção

### Bilheteria
Little Man arrecadou US$ 58.645.052 no mercado norte-americano e US$ 101.595.121 em receita internacional, um modesto sucesso considerando o seu orçamento de US$ 64 milhões. O filme foi lançado no Reino Unido em 1 de setembro de 2006 e ficou em segundo lugar na sua estreia, atrás de You, Me and Dupree.

### Resposta crítica
O filme recebeu críticas negativas dos críticos de cinema. O agregador de críticas Rotten Tomatoes atribuiu ao filme uma classificação de 12% com base em 91 comentários com o seu consenso dizendo: "Outra comédia que chama a atenção dos irmãos Wayans, Little Man vem com a vulgaridade como requisito, mas se esqueceu de trazer os risos". No Metacritic, com base em 22 críticas, o filme recebeu a pontuação 26/100, apontando "críticas geralmente negativas". O público pesquisado pelo CinemaScore deu ao filme uma nota média "B+" numa escala de "A+" a "F".
O filme recebeu a nota 4,2 de 10 no Common Sense Media; a Slant Magazine deu ao filme uma uma estrela e meia de quatro. Atualmente tem a nota 4.3 de 10 no IMDb.[carece de fontes?]

### Prêmios
O filme foi indicado a oito categorias do prêmio Framboesa de Ouro, vencendo em quatro delas:
| Premiação         | Categoria                  | Recipiente                                              | Resultado |
| ----------------- | -------------------------- | ------------------------------------------------------- | --------- |
| Framboesa de Ouro | Pior filme                 | Pior filme                                              | Indicado  |
| Framboesa de Ouro | Pior diretor               | Keenen Ivory Wayans                                     | Indicado  |
| Framboesa de Ouro | Pior roteiro               | Keenen Ivory Wayans                                     | Indicado  |
| Framboesa de Ouro | Pior roteiro               | Marlon Wayans e Shawn Wayans                            | Indicado  |
| Framboesa de Ouro | Pior ator                  | Marlon Wayans e Shawn Wayans                            | Venceu    |
| Framboesa de Ouro | Pior dupla                 | Marlon Wayans e Shawn Wayans                            | Venceu    |
| Framboesa de Ouro | Pior dupla                 | Kerry Washington                                        | Venceu    |
| Framboesa de Ouro | Pior remake ou readaptação | por sua semelhança com o curta Baby Buggy Bunny de 1954 | Venceu    |

## Mídia doméstica
O filme foi lançado em VHS e DVD nos Estados Unidos em 7 de novembro de 2006 e no Reino Unido em 15 de janeiro de 2007 pela Sony Pictures Home Entertainment.